# Victòria Climent Merelo
Victòria Climent Merelo (Tarragona, 1945 - Barcelona, 2015) va ser una artista catalana.

## Biografia
Aquesta artista comença els seus estudis artístics el 1961 a l'Escola Taller d'Art de la Diputació de Tarragona i posteriorment, l'any 1968, obté la llicenciatura de belles arts a la Facultat de Belles Arts de Sant Jordi a Barcelona. Es llicencia, a més, en periodisme a la Facultat de Ciències de la Informació de la Universitat Autònoma de Barcelona. L'any 1990 obté una diplomatura en direcció de publicitat a l'Escola d'Alta Direcció i Administració (EADA). L'any 1978 comença a treballar com a professora agregada. El 1983 obté la càtedra de dibuix.
Victòria Climent realitza la seva primera exposició l'any 1975 a la Sala Genaro Poza de la Caixa d'Estalvis i Mont de Pietat de Saragossa. Aquest mateix any en realitza una altra a la Sala d'Art Payarol de Barcelona. Dos anys després exposa a la Sala La Gàbia de Girona. Les obres que exposa a les mostres de la Sala d'Exposicions Sant Jordi de la Caixa d'Estalvis de Catalunya el 1983, i a la Sala Exposicions de l'Obra Cultural de la Caixa de Pensions de Reus el 1986 ens parlen d'una artista que ha començat a trobar-se a si mateixa, a definir el seu estil. A finals del 1997 fa una mostra al Museu d'Art Modern de Tarragona que comparteix amb la seva amiga Lucrecia Pasqual. El 1998 el Port de Tarragona li publica un catàleg que té un cert caràcter retrospectiu. Inclou obres que van des de 1985 fins a 1997. Les obres que comença a elaborar a partir de 1998 es poden incloure en un nou registre. La figuració torna a guanyar pes, però sempre, d'una forma personal. La presència dels animals és un element nou a la seva producció. Finalment, Victòria Climent va morir a Barcelona el 30 d'abril de 2015.

## Obra[calcitació]
Les seves obres dels primers anys, es caracteritzen per una figuració molt lliure dins d'un tractament molt personal. En altres obres destaca la importància de la figura femenina amb rostres poc definits cosa que provoca un augment de l'interès per part de l'espectador. En aquells anys vuitanta, la figuració té una gran eclosió, però també la pintura abstracta. Obres com Línia horitzontal (1985) o Moviment en proa (1987) constitueixen uns bons exemples d'aquests anys. Cal destacar també l'acurat tractament de color, treballat amb veladures, amb superposicions, amb capes, per aconseguir els seus espais indefinits amb clares reminiscències romàntiques. La llum sempre té un protagonisme.
Exposicions:
- L'any 1975: primera exposició a la Sala Genaro Poza de la Caixa d'Estalvis i Mont de Pietat de Saragossa
- L'any 1975: exposa a la Sala d'Art Payarol de Barcelona
- L'any 1977: exposa a la Sala La Gàbia de Girona.
- L'any 1983: exposa a la mostra de la Sala d'Exposicions Sant Jordi de la Caixa d'Estalvis de Catalunya
- L'any 1986: Exposa a la Sala Exposicions de l'Obra Cultural de la Caixa de Pensions de Reus
- L'any 1998: Port de Tarragona